# رود روثر
رود روثر رودی است به River Arun می‌ریزد. این رود از کشور بریتانیا می‌گذرد. طول آن ۵۲ کیلومتر (۳۲ مایل) است.